# 周克寬
周克寬（?—?），字容皆，湖南武陵人，清朝政治人物、進士出身。
光緒三年，登進士，同年五月，改翰林院庶吉士。光緒九年四月，散館，授翰林院編修。光緒十四年，任甘肅鄉試副考官。次年，任順天鄉試同考官。光緒二十一年，任會試同考官。光緒二十三年，任雲南鄉試正考官。光緒二十六年，改國子監司業。光緒二十七年，任翰林院侍講。光緒二十九年，任日講起居注官、翰林院侍講學士。宣統二年，任翰林院侍讀學士。宣統三年，任翰林院學士。